# Volley Milano 2013-2014
Questa voce raccoglie le informazioni riguardanti il Volley Milano nelle competizioni ufficiali della stagione 2013-2014.

## Stagione
La stagione 2013-14 è per il Volley Milano, sponsorizzato dal consorzio pallavolistico del Vero Volley di Monza, città dove disputa le partite interne di campionato, la quinta, la quarta consecutiva, in Serie A2; in panchina viene chiamato Oreste Vacandio, mentre la rosa è modificata solo in parte: alle conferme di diversi giovani come Davide Brunetti, Tomasz Calligaro, Claudio Gaggini, oltre degli esperti Simone Tiberti, Paolo Cozzi e Iacopo Botto, si aggiungono gli arrivi di Alberto Elia, Williams Padura, Lorenzo Bonetti, Alejandro Vigil e, a stagione in corso, Dāvis Krūmiņš; tra le partenze figurano quelle di Árpád Baróti e Thomas Beretta.
Il campionato si apre con tre vittorie consecutive, mentre la prima sconfitta arriva alla quarta giornata contro la Pallavolo Matera Bulls per 3-1: in tutto il resto del girone di andata il club milanese coglie esclusivamente successi, eccetto nell'ultima giornata contro la Pallavolo Padova; tali risultati fanno arrivare la squadra al terzo posto in classifica, qualificandola per la Coppa Italia di Serie A2. Il girone di ritorno vede il Volley Milano sempre vittorioso eccetto che nella prima e nell'ultima giornata, quando viene sconfitto dal Powervolley Milano e nuovamente dalla squadra di Padova, arrivando quindi al secondo posto in classifica; nei quarti di finale dei play-off promozione supera agevolmente in due gare il Volley Potentino, affrontando così in semifinale la Pallavolo Impavida Ortona: dopo una vittoria a testa la formazione lombarda riesce a vincere sia gara 3 sia gara 4, accedendo così alla finale. L'ultimo atto del campionato si disputa contro la Libertas Brianza: il Volley Milano, perdendo solo un set, vince le tre gare utili per ottenere la promozione in Serie A1, categoria dove ritorna dopo undici anni.
Il secondo posto al termine del girone di andata della Serie A2 2013-14 permette al Volley Milano di partecipare alla Coppa Italia di Serie A2: dopo aver superato per 3-0 il club di Matera, viene sconfitta al tie-break, in finale, dalla Pallavolo Padova.

## Organigramma societario
Area direttiva
- Presidente: Alessandra Marzari
- Vicepresidente: Alberto Zucchi
- Segreteria generale: Jorgena Kerrci

Area organizzativa
- Team manager: Dario Livio
- Direttore sportivo: Claudio Bonati

Area tecnica
- Allenatore: Oreste Vacondio
- Allenatore in seconda: Francesco Cattaneo
- Scout man: Roberto Di Maio

Area comunicazione
- Ufficio stampa: Silvia Fortunato
- Area comunicazione: Luisa Rizzitelli

Area marketing
- Ufficio marketing: Luisa Rizzitelli

Area sanitaria
- Medico: Alessandra Marzari
- Fisioterapista: Alessandro Colombo
- Ortopedico: Silvio Colnago

## Rosa
| N° | Nome             | Ruolo | Data di nascita   | Nazionalità sportiva |
| -- | ---------------- | ----- | ----------------- | -------------------- |
| 1  | William Procopio | L     | 13 agosto 1990    | Italia               |
| 2  | Alberto Elia     | C     | 12 agosto 1985    | Italia               |
| 3  | Lorenzo Bonetti  | S     | 21 gennaio 1988   | Italia               |
| 4  | Randy Preval     | C     | 18 novembre 1990  | Stati Uniti          |
| 5  | Simone Tiberti   | P     | 13 settembre 1980 | Italia               |
| 7  | Williams Padura  | S/O   | 24 ottobre 1986   | Italia               |
| 8  | Francesco Pieri  | L     | 30 marzo 1982     | Italia               |
| 9  | Alejandro Vigil  | C     | 11 febbraio 1993  | Spagna               |
| 10 | Davide Monesi    | P     | 5 maggio 1996     | Italia               |
| 10 | Andrea Olivati   | S     | 26 dicembre 1994  | Italia               |
| 11 | Iacopo Botto     | S     | 22 settembre 1987 | Italia               |
| 12 | Sandro Caci      | S     | 4 marzo 1993      | Italia               |
| 13 | Paolo Cozzi      | C     | 26 maggio 1980    | Italia               |
| 15 | Leonardo Puliti  | S     | 25 settembre 1991 | Italia               |
| 16 | Dāvis Krūmiņš    | P     | 28 giugno 1990    | Italia               |
| 16 | Davide Brunetti  | L     | 5 luglio 1995     | Italia               |
| 17 | Claudio Gaggini  | S     | 7 gennaio 1996    | Italia               |
| 18 | Tomasz Calligaro | P     | 29 marzo 1993     | Italia               |

## Mercato
| Acquisti | Acquisti         | Acquisti          | Acquisti   |
| R.       | Nome             | da                | Modalità   |
| -------- | ---------------- | ----------------- | ---------- |
| S        | Lorenzo Bonetti  | Cisano            | definitivo |
| S        | Sandro Caci      | Olbia             | definitivo |
| C        | Alberto Elia     | New Mater         | definitivo |
| P        | Dāvis Krūmiņš    | Modena            | definitivo |
| S/O      | Williams Padura  | Corigliano Volley | definitivo |
| C        | Randy Preval     | ?                 | definitivo |
| L        | William Procopio | Diavoli Rosa      | definitivo |
| C        | Alejandro Vigil  | Palencia          | definitivo |

| Cessioni | Cessioni                  | Cessioni           | Cessioni   |
| R.       | Nome                      | a                  | Modalità   |
| -------- | ------------------------- | ------------------ | ---------- |
| S        | Svetoslav Angelov         | Sant'Anna          | definitivo |
| S        | Árpád Baróti              | Rush & Cash Vespid | definitivo |
| C        | Thomas Beretta            | Modena             | prestito   |
| L        | Andrea Cauteruccio        | ?                  | definitivo |
| S/O      | Júlio César do Nascimento | ?                  | definitivo |
| S        | Michal Hrazdíra           | ASUL Lyon          | definitivo |
| C        | Carlo Mor                 | -                  | ritirato   |
| P        | Riccardo Reggio           | Riviera Sanremo    | definitivo |

## Risultati

### Serie A2

#### Girone di andata
| 1ª giornata - 20 ottobre 2013 Centro Pavesi, Milano           | Powervolley Milano | 0 - 3 | Milano            | 23-25, 26-28, 24-26               |
| 2ª giornata - 27 ottobre 2013 Palazzetto dello Sport, Monza   | Milano             | 3 - 0 | Materdomini       | 25-18, 27-25, 25-19               |
| 3ª giornata - 3 novembre 2013 Palazzetto dello Sport, Monza   | Milano             | 3 - 2 | Impavida Ortona   | 27-25, 19-25, 21-25, 27-25, 27-25 |
| 4ª giornata - 10 novembre 2013 PalaSassi, Matera              | Matera Bulls       | 3 - 1 | Milano            | 25-19, 25-16, 19-25, 27-25        |
| 5ª giornata - 17 novembre 2013 Palazzetto dello Sport, Monza  | Milano             | 3 - 1 | Corigliano Volley | 22-25, 25-21, 25-15, 25-19        |
| 6ª giornata - 24 novembre 2013 PalaFantozzi, Capo d'Orlando   | Brolo              | 1 - 3 | Milano            | 20-25, 20-25, 25-20, 19-25        |
| 7ª giornata - 1º dicembre 2013 Palazzetto dello Sport, Monza  | Milano             | 3 - 0 | Argos             | 25-19, 25-21, 25-17               |
| 8ª giornata - 8 dicembre 2013 PalaPrincipi, Potenza Picena    | Potentino          | 1 - 3 | Milano            | 16-25, 25-21, 19-25, 21-25        |
| 10ª giornata - 22 dicembre 2013 Palazzetto dello Sport, Monza | Milano             | 3 - 2 | Libertas Brianza  | 25-19, 21-25, 20-25, 25-20, 15-10 |
| 11ª giornata - 26 dicembre 2014 PalaFabris, Padova            | Padova             | 3 - 2 | Milano            | 25-22, 23-25, 25-23, 15-25, 15-11 |

#### Girone di ritorno
| 12ª giornata - 29 dicembre 2014 Palazzetto dello Sport, Monza     | Milano            | 1 - 3 | Powervolley Milano | 20-25, 25-19, 22-25, 16-25        |
| 13ª giornata - 5 gennaio 2014 PalaGrotte, Castellana Grotte       | Materdomini       | 2 - 3 | Milano             | 25-17, 23-25, 26-24, 20-25, 10-15 |
| 14ª giornata - 19 gennaio 2014 Palasport Comunale, Ortona         | Impavida Ortona   | 0 - 3 | Milano             | 18-25, 21-25, 21-25               |
| 15ª giornata - 26 gennaio 2014 Palazzetto dello Sport, Monza      | Milano            | 3 - 1 | Matera Bulls       | 34-36, 25-20, 25-19, 25-23        |
| 16ª giornata - 2 febbraio 2014 PalaCorigliano, Corigliano Calabro | Corigliano Volley | 1 - 3 | Milano             | 20-25, 28-26, 21-25, 19-25        |
| 17ª giornata - 9 febbraio 2014 Palazzetto dello Sport, Monza      | Milano            | 3 - 0 | Brolo              | 25-16, 25-17, 25-16               |
| 18ª giornata - 16 febbraio 2014 PalaPolsinelli, Sora              | Argos             | 2 - 3 | Milano             | 25-16, 25-21, 25-27, 27-29, 7-15  |
| 19ª giornata - 23 febbraio 2014 Palazzetto dello Sport, Monza     | Milano            | 3 - 0 | Potentino          | 25-15, 25-23, 25-12               |
| 21ª giornata - 9 marzo 2014 PalaParini, Cantù                     | Libertas Brianza  | 2 - 3 | Milano             | 20-25, 20-25, 25-14, 25-21, 7-15  |
| 22ª giornata - 16 marzo 2014 Palazzetto dello Sport, Monza        | Milano            | 0 - 3 | Padova             | 21-25, 23-25, 18-25               |

#### Play-off promozione
| Quarti di finale (gara 1) - 30 marzo 2014 Palazzetto dello Sport, Monza | Milano           | 3 - 0 | Potentino        | 25-23, 25-16, 25-20               |
| Quarti di finale (gara 2) - 2 aprile 2014 PalaPrincipi, Potenza Picena  | Potentino        | 0 - 3 | Milano           | 20-25, 23-25, 13-25               |
| Semifinali (gara 1) - 12 aprile 2014 Palazzetto dello Sport, Monza      | Milano           | 3 - 2 | Impavida Ortona  | 25-18, 27-25, 23-25, 22-25, 15-13 |
| Semifinali (gara 2) - 20 aprile 2014 Palasport Comunale, Ortona         | Impavida Ortona  | 3 - 1 | Milano           | 25-17, 22-25, 25-21, 25-20        |
| Semifinali (gara 3) - 23 aprile 2014 Palazzetto dello Sport, Monza      | Milano           | 3 - 1 | Impavida Ortona  | 25-22, 25-19, 22-25, 25-23        |
| Semifinali (gara 4) - 27 aprile 2014 Palasport Comunale, Ortona         | Impavida Ortona  | 0 - 3 | Milano           | 18-25, 23-25, 21-25               |
| Finale (gara 1) - 3 maggio 2014 Palazzetto dello Sport, Monza           | Milano           | 3 - 0 | Libertas Brianza | 25-18, 25-21, 25-23               |
| Finale (gara 2) - 7 maggio 2014 PalaParini, Cantù                       | Libertas Brianza | 1 - 3 | Milano           | 25-17, 23-25, 20-25, 22-25        |
| Finale (gara 3) - 10 maggio 2014 Palazzetto dello Sport, Monza          | Milano           | 3 - 0 | Libertas Brianza | 25-16, 25-18, 25-20               |

### Coppa Italia di Serie A2

#### Fase a eliminazione diretta
| Semifinali - 11 gennaio 2014 Palazzetto dello Sport, Monza | Matera Bulls | 0 - 3 | Milano | 19-25, 19-25, 17-25               |
| Finale - 12 gennaio 2014 Palazzetto dello Sport, Monza     | Padova       | 3 - 2 | Milano | 26-24, 22-25, 19-25, 25-21, 23-21 |

## Statistiche

### Statistiche di squadra
| Competizione             | Punti | In casa | In casa | In casa | In trasferta | In trasferta | In trasferta | Totale | Totale | Totale |
| Competizione             | Punti | G       | V       | P       | G            | V            | P            | G      | V      | P      |
| ------------------------ | ----- | ------- | ------- | ------- | ------------ | ------------ | ------------ | ------ | ------ | ------ |
| Serie A2                 | 44    | 15      | 13      | 2       | 14           | 11           | 3            | 29     | 24     | 5      |
| Coppa Italia di Serie A2 | -     | -       | -       | -       | -            | -            | -            | 2      | 1      | 1      |
| Totale                   | -     | 15      | 13      | 2       | 14           | 11           | 3            | 31     | 25     | 6      |

G = partite giocate; V = partite vinte; P = partite perse

### Statistiche dei giocatori
| Giocatore    | Serie A2 | Serie A2 | Serie A2 | Serie A2 | Serie A2 | Coppa Italia di Serie A2 | Coppa Italia di Serie A2 | Coppa Italia di Serie A2 | Coppa Italia di Serie A2 | Coppa Italia di Serie A2 | Totale | Totale | Totale | Totale | Totale |
| Giocatore    | P        | PT       | AV       | MV       | BV       | P                        | PT                       | AV                       | MV                       | BV                       | P      | PT     | AV     | MV     | BV     |
| ------------ | -------- | -------- | -------- | -------- | -------- | ------------------------ | ------------------------ | ------------------------ | ------------------------ | ------------------------ | ------ | ------ | ------ | ------ | ------ |
| L. Bonetti   | 25       | 205      | 173      | 22       | 10       | 2                        | 19                       | 17                       | 2                        | 0                        | 27     | 224    | 190    | 24     | 10     |
| I. Botto     | 29       | 358      | 298      | 33       | 27       | 2                        | 28                       | 28                       | 0                        | 0                        | 31     | 386    | 326    | 33     | 27     |
| D. Brunetti  | 4        | -        | -        | -        | -        | -                        | -                        | -                        | -                        | -                        | 4      | -      | -      | -      | -      |
| S. Caci      | 11       | 4        | 2        | 1        | 1        | -                        | -                        | -                        | -                        | -                        | 11     | 4      | 2      | 1      | 1      |
| T. Calligaro | 7        | 0        | 0        | 0        | 0        | -                        | -                        | -                        | -                        | -                        | 7      | 0      | 0      | 0      | 0      |
| P. Cozzi     | 13       | 49       | 32       | 15       | 2        | 2                        | 5                        | 3                        | 2                        | 0                        | 15     | 54     | 35     | 17     | 2      |
| A. Elia      | 29       | 227      | 163      | 54       | 10       | 2                        | 14                       | 9                        | 5                        | 0                        | 31     | 241    | 172    | 59     | 10     |
| C. Gaggini   | 3        | 0        | 0        | 0        | 0        | -                        | -                        | -                        | -                        | -                        | 3      | 0      | 0      | 0      | 0      |
| D. Krūmiņš   | 14       | 4        | 3        | 0        | 1        | 2                        | 1                        | 0                        | 0                        | 1                        | 16     | 5      | 3      | 0      | 2      |
| D. Monesi    | 2        | 0        | 0        | 0        | 0        | -                        | -                        | -                        | -                        | -                        | 2      | 0      | 0      | 0      | 0      |
| A. Olivati   | 2        | 0        | 0        | 0        | 0        | 0                        | 0                        | 0                        | 0                        | 0                        | 2      | 0      | 0      | 0      | 0      |
| W. Padura    | 29       | 566      | 479      | 52       | 35       | 2                        | 56                       | 46                       | 8                        | 2                        | 31     | 622    | 525    | 60     | 37     |
| F. Pieri     | 26       | 3        | 3        | -        | -        | 2                        | -                        | -                        | -                        | -                        | 28     | 3      | 3      | -      | -      |
| R. Preval    | 17       | 72       | 52       | 18       | 2        | 1                        | 0                        | 0                        | 0                        | 0                        | 18     | 72     | 52     | 18     | 2      |
| W. Procopio  | 16       | -        | -        | -        | -        | 0                        | -                        | -                        | -                        | -                        | 16     | -      | -      | -      | -      |
| L. Puliti    | 24       | 173      | 138      | 23       | 12       | 1                        | 5                        | 4                        | 1                        | 0                        | 25     | 178    | 142    | 24     | 12     |
| S. Tiberti   | 29       | 87       | 38       | 39       | 10       | 2                        | 6                        | 5                        | 1                        | 0                        | 31     | 93     | 43     | 40     | 10     |
| A. Vigil     | 24       | 130      | 86       | 37       | 7        | 2                        | 4                        | 1                        | 3                        | 0                        | 26     | 134    | 87     | 40     | 7      |

P = presenze; PT = punti totali; AV = attacchi vincenti; MV = muri vincenti; BV = battute vincenti